# دماء على النيل (فلم)
دماء على النيل هو فيلم مصري عرض عام 1961، بطولة فريد شوقي وهند رستم، ومن إخراج نيازي مصطفى.

## قصة الفيلم
تتبدل نيران الانتقام والثأر في قلب غالية بأخرى تسودها المحبة والتسامح عندما تتعلق بغرام عواد، فبعد أن حسمت الأمر على الأخذ بثأر زوجها منه، تقع في حبه عندما تكتشف أنه أخذ بثأر شقيقه من زوجها الذي تزوج بإحدى الراقصات وحاول قتلها هي وابنها.

## طاقم التمثيل
- فريد شوقي: (عواد)
- هند رستم: (غالية)
- أمينة رزق: (والدة عواد)
- فاخر فاخر: (الشيخ سليم)
- حسن يوسف: (سالم)
- محمود فرج: (حمدان)
- حسن حامد: (عبد الرازق)
- سلوى محمود: (بدر الراقصة)
- حسن البارودي: (جد عواد)
- أحمد الحداد: (جميل - خادم غالية)
- أحمد لوكسر: (وكيل النيابة)
- خالد العجباني: (ضابط المباحث)
- عواطف يسري
- عبد الغني النجدي: (حسان - المراكبي)
- حسن أتلة: (هنداوي - المراكبي)
- سعيد خليل: (من عائلة سعفان)
- علية فوزي
- قدرية كامل: (الخالة أم عبد الرازق)
- محمد صبيح: (من عائلة سعفان)
- عبد المنعم إسماعيل: (بائع)
- مراد أباظة: (الطفل فواز ابن بدر)
- عبد المنعم سعودي: (مدير الاتحاد القومي)
- عبد الخالق صالح: (الشيخ خليفة - شيخ النجع)
- محمد القباري: (غناء)
- إلهام بديع: (غناء)
- سيد فرج السيد: (مطرب الربابة)

## فريق العمل
- إخراج: نيازي مصطفى
- قصة: نيازي مصطفى
- سيناريو: عبد الحي أديب
- حوار: بهجت قمر، أحمد شكري
- مدير التصوير: كليليو
- مونتاج: حسين أحمد
- إنتاج: أفلام جمال الليثي
- موسيقى تصويرية: فؤاد الظاهري
- توزيع داخلي: أفلام جمال الليثي
- توزيع خارجي: المتحدة للسينما